# Споменик палим борцима у Бањалуци
Споменик палим борцима у Бањој Луци се налази у центру града на Тргу палих бораца. Споменик је првобитно био постављен на месту старог, 1941. године срушеног Саборног храма. Почетком 1990-их године, након одлуке да се овај храм обнови, Споменик палим борцима је премештен на оближњу локацију — поред Хотела „Босна” и преко пута Банског двора. 

Споменик је посвећен палим борцима у Народноослободилачком рату. Облика је правоугаоника и обложен је каменом. На врху споменика налази се петокрака звезда, а на предњој страни је спомен-плоча са ћирилино-латиничним натписом: 
| „ | СЛАВА БОРЦИМА ПАЛИМ za slobodu otadžbine, za bratstvo и бољи живот наших народа | ” |

На овај споменик се традиционално сваке године полажу венци 22. априла поводом Дана ослобођења Бања Луке у Другом светском рату. 

## Народни хероји
На Тргу палих бораца око Споменика палих бораца налази се 21 спомен-биста народних хероја Југославије, који су рођени у Бањалуци или околини или су политички и војно деловали на подручју Бањалуке. Већи део ових бисти је првобитно био постављен у спомен-парку код тврђаве Кастел, али су били уклоњени у току грађанског рата у БиХ. 
Народни хероји чије бисте се налазе на Тргу:
1. Јово Бијелић
2. Рада Врањешевић
3. Анте Јакић
4. Осман Карабеговић
5. Бошко Каралић
6. Драго Ланг
7. Раде Личина
8. Вахида Маглајлић
9. Шефкет Маглајлић
10. Драго Мажар
11. Ивица Мажар
12. Јосип Мажар Шоша
13. Миланчић Миљевић
14. Данко Митров
15. Стјепан Павлић
16. Бранко Поповић
17. Ђуро Пуцар Стари
18. Карло Ројц
19. Милорад Умјеновић
20. Касим Хаџић
21. Ранко Шипка

## Галерија
- Касим Хаџић
- Шефкет Маглајлић
- Ђуро Пуцар Стари
- Карло Ројц
- Вахида Маглајлић
- Осман Карабеговић
- Ранко Шипка
- Милорад Умјеновић
- Бранко Поповић
- Бошко Каралић
- Рада Врањешевић